# A Best
A BEST – składanka najlepszych piosenek Ayumi Hamasaki. Płyta została wydana 28 marca 2001 roku. W Japonii kosztowała ¥ 3 059. W Azji sprzedano 6 milionów kopii, z czego w samej Japonii 4 301 353.
Po premierze w Japonii album trafił do dystrybucji międzynarodowej, różniąc się kilkoma szczegółami. Wersja globalna nie zawierała nowych wokali i miksów, a okładka nieznacznie różniła się od wydania japońskiego.

## Lista utworów
| #  | Tytuł                              | Muzyka                  | Aranżacja                         | Czas |
| -- | ---------------------------------- | ----------------------- | --------------------------------- | ---- |
| 1  | „A Song for XX” (nowy wokal i mix) | Yasuhiko Hoshino        | Akimitsu Honma                    | 4:47 |
| 2  | „Trust” (nowy wokal i mix)         | Takashi Kimura          | Akimitsu Honma, Takashi Kimura    | 4:48 |
| 3  | „Depend on you” (nowy wokal i mix) | Kazuhito Kikuchi        | Akamitsu Honma, Takashi Morio     | 4:18 |
| 4  | „LOVE 〜Destiny〜"                 | Tsunku                  | Shingo Kobayashi, Yasuaki Maejima | 4:54 |
| 5  | „TO BE"                            | D.A.I                   | Naoto Suzuki, D.A.I               | 5:19 |
| 6  | „Boys & Girls"                     | D.A.I                   | Naoto Suzuki, D.A.I               | 3:54 |
| 7  | „Trauma"                           | D.A.I                   | Naoto Suzuki, D.A.I               | 4:18 |
| 8  | „End roll"                         | D.A.I                   | Naoto Suzuki, D.A.I               | 4:42 |
| 9  | „appears"                          | Kazuhito Kikuchi        | HΛL                               | 5:38 |
| 10 | „Fly high"                         | D.A.I                   | HΛL                               | 4:07 |
| 11 | „vogue"                            | Kazuhito Kikuchi        | Naoto Suzuki, Kazuhito Kikuchi    | 4:28 |
| 12 | „Far away"                         | Kazuhito Kikuchi, D.A.I | HΛL                               | 5:35 |
| 13 | „SEASONS"                          | D.A.I                   | Naoto Suzuki                      | 4:15 |
| 14 | „SURReal”                          | Kazuhito Kikuchi        | HΛL                               | 4:42 |
| 15 | „M"                                |                         | CREA                              | 4:30 |
| 16 | „Who..."                           | Kazuhito Kikuchi        | Naoto Suzuki                      | 5:36 |